# Scleropactes gaigei
Scleropactes gaigei är en kräftdjursart som först beskrevs av Arthur Sperry Pearse 1915.  Scleropactes gaigei ingår i släktet Scleropactes och familjen Scleropactidae. Inga underarter finns listade i Catalogue of Life.